# Proconsul (Rome antique)
Pour les articles homonymes, voir Proconsul.
La fonction de proconsul dans la Rome antique correspond à la notion actuelle de gouverneur. Étymologiquement, ce terme vient du préfixe latin pro, à la place de, et consul.
Le premier cas de proconsulat historiquement cité par Denys d'Halicarnasse date de 464 av. J.-C., lorsque Titus Quinctius Capitolinus Barbatus reçut le pouvoir de diriger une armée (imperium) pour aller au secours d'un consul assiégé. Il s'agit alors d'une solution improvisée sous la pression des événements.
La fonction réapparaît avec l'agrandissement de la République romaine au IVe siècle av. J.-C., lorsqu'un consul doit finir une campagne militaire ou doit gouverner un territoire au-delà de la durée normale de son mandat de consul (un an). Son pouvoir (imperium consulaire) est alors prolongé, en général pour une durée d'un an et toujours sur un territoire précis, le plus souvent une province.
Le terme « proconsul » tient au fait que son titulaire exerçait un pouvoir consulaire ; cependant, tous les proconsuls n'étaient pas forcément d'anciens consuls. Les proconsuls étaient choisis parmi d'anciens magistrats ayant déjà détenu l'imperium, anciens préteurs ou anciens consuls. La province qui leur était attribuée était tirée au sort lors de leur élection. Selon l'importance militaire de la province, le promagistrat chargé de la gouverner pouvait être un proconsul ou un propréteur.
Des exceptions étaient possibles dans l'attribution des provinces : ainsi en 63 av. J.-C., Cicéron renonça à son futur mandat de proconsul sur la Macédoine, qu'il céda à son collègue afin de s'en faire un allié dans l'affaire Catilina. En 59 av. J.-C., Jules César reçut trois  provinces (Gaule narbonnaise, Gaule cisalpine et Dalmatie) pour un mandat de cinq ans.
À partir de 52 av. J.-C., par la Lex Pompeia, un délai de cinq ans fut imposé entre la charge de consul ou de préteur à Rome et la promagistrature correspondante dans les provinces.
Sous l'Empire, seules deux provinces sénatoriales, de par leur importance et leur prestige, exigeaient au préalable d'avoir été consul : la province d'Asie et la province d'Afrique, qualifiées de provinces proconsulaires. Les autres provinces sénatoriales étaient dirigées par un ancien préteur.
Dans les récits et légendes hagiographiques, des proconsuls (aussi appelés préfet ou gouverneur) dirigent les persécutions contre les chrétiens (par exemple Dacien en Espagne et en Aquitaine).

## Usages modernes du terme
Le mot « proconsul » a parfois été employé, de façon non officielle, pour désigner un gouverneur colonial français ou le chef d'une administration d'occupation comme le général américain Douglas MacArthur au Japon en 1945 ou le général syrien Ghazi Kanaan pendant la guerre du Liban,,.